# Leonard White (Politiker)
Leonard White (* 3. Mai 1767 in Haverhill, Province of Massachusetts Bay; † 10. Oktober 1849 ebenda) war ein US-amerikanischer Politiker. Zwischen 1811 und 1813 vertrat er den Bundesstaat Massachusetts im US-Repräsentantenhaus.

## Werdegang
Leonard White studierte bis 1787 an der Harvard University. In der Folge bekleidete er in seiner Heimat verschiedene lokale Ämter. Politisch wurde er Mitglied der Föderalistischen Partei. Im Jahr 1809 war er Abgeordneter im Repräsentantenhaus von Massachusetts. Bei den Kongresswahlen des Jahres 1810 wurde White im dritten Wahlbezirk von Massachusetts in das US-Repräsentantenhaus in Washington, D.C. gewählt, wo er am 4. März 1811 die Nachfolge von Edward St. Loe Livermore antrat. Bis zum 3. März 1813 konnte er eine Legislaturperiode im Kongress absolvieren. In diese Zeit fiel der Beginn des Britisch-Amerikanischen Krieges von 1812.
Nach dem Ende seiner Zeit im US-Repräsentantenhaus arbeitete White als städtischer Angestellter (Town Clerk) in seinem Heimatort Haverhill. Außerdem war er zwischen 1814 und 1836 bei der Merrimack Bank of Haverhill angestellt. Er starb am 10. Oktober 1849 in Haverhill.